# Ndoi (Toko)
Pour les articles homonymes, voir Ndoi.
Ndoi est un village du Cameroun situé dans la commune de Toko, l'une des 9 communes du département du Ndian de la Région du Sud-Ouest

## Population
Lors du recensement de 2005, 138 personnes y ont été dénombrées. 